# Isobuttersäureester

Buttersäureester (oben) und Isobuttersäureester (unten). R ist ein Organyl-Rest (Alkyl-Rest, Alkenyl-Rest, Aryl-Rest, Arylalkyl-Rest etc.).

Die Isobuttersäureester (auch Isobutansäureester; ferner auch Isobutyrate oder Isobutanoate) zeichnen sich – im Gegensatz zu ihrer Stammverbindung Isobuttersäure – durch ihre wohlriechenden fruchtartigen Geruchsnoten aus. Sie zählen zu den Carbonsäureestern. Ihre Isomere sind die Buttersäureester.

## Herstellung
Ihre Herstellung erfolgt:
- aus Isobuttersäure und dem betreffenden Alkohol in Gegenwart einer Mineralsäure als Katalysator
- durch Umsetzung des entsprechenden Säurechlorids bzw. Säureanhydrids mit dem betreffenden Alkohol

## Vorkommen und Eigenschaften
Die niedermolekularen Isobuttersäureester sind farblose, flüchtige, brennbare Substanzen, die in Wasser unlöslich, aber mit organischen Lösungsmitteln mischbar sind.
Die einzelnen Ester können hinsichtlich ihrer Geruchsnote teilweise einzelnen Früchten zugeordnet werden:
- Isobuttersäuremethylester (Methylisobutyrat) – Ananas, Apfel, Aprikose[1]
- Isobuttersäureethylester (Ethylisobutyrat) – Ananas[2]
- Isobuttersäurepropylester (Propylisobutyrat) – Ananas[3]
- Isobuttersäurebutylester (Butylisobutyrat) – Apfel, Banane[4]
- Isobuttersäureisopentylester (Isopentylisobutyrat)
- Isobuttersäureoctylester (Octylisobutyrat) – Petersilie, Farnwurzel[5]
- Isobuttersäurebenzylester (Benzylisobutyrat) – Jasmin/Erdbeere[6]